# Cartonaș galben

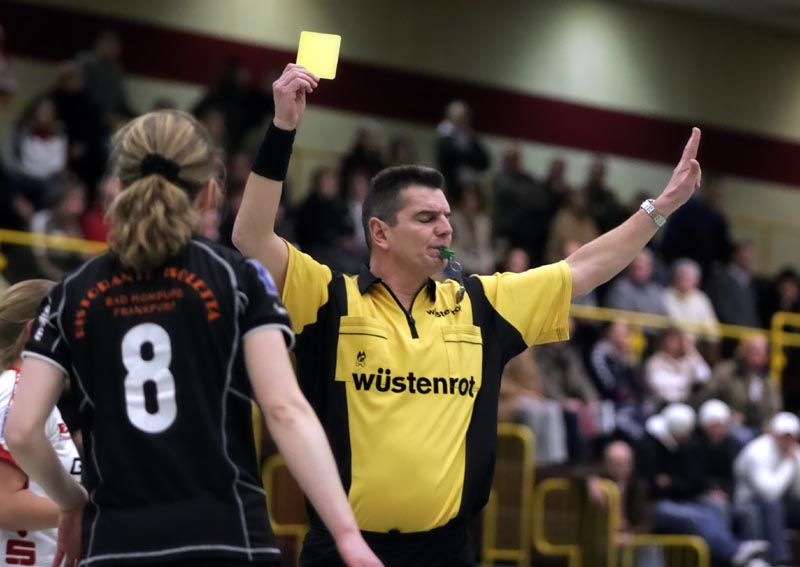
Cartonaș galben la handbal

Cu un cartonaș galben se semnalează în anumite sporturi (fotbal, handbal, volei, etc.) un avertisment dat de către arbitru din cauza unei  încălcări ale unor reguli de joc sau de comportament nesportiv. La infracțiuni mai grave jucătorul în cauză nu mai este avertizat, dar este direct eliminat (scos) din joc cu o penalizare de cartonaș roșu.